# No Father to Guide Him
No Father to Guide Him è una comica muta del 1925 diretta da Leo McCarey con protagonista Charley Chase.
Il film è uscito il 6 settembre 1925.

## Trama
La suocera di Charley, donna dai modi cattivi, pone fine al suo matrimonio e tenta di separarlo da suo figlio. Charley rapisce il ragazzo e lo porta in gita alla spiaggia. La suocera lo segue e la commedia continua.